# Liste der Gewässer in Konz
Die Liste der Gewässer in Konz umfasst die Fließgewässer in der Stadt Konz im Landkreis Trier-Saarburg in Rheinland-Pfalz.
| GKZ        | Gewässername                      | Mündung                    | Lage   | Bemerkungen                                                       | vollständig auf Konzer Stadtgebiet |
| ---------- | --------------------------------- | -------------------------- | ------ | ----------------------------------------------------------------- | ---------------------------------- |
| 2600000000 | Mosel                             | Rhein                      | links  | bei Konz mündet die Saar in die Mosel                             |                                    |
| 2636000000 | Fuchsgraben                       | Mosel                      | rechts | der Mittellauf fließt durch Konzer Gebiet                         |                                    |
| 2640000000 | Saar                              | Mosel                      | rechts | mit den Brücken über die L 138, die Obermoselstrecke und die B 51 |                                    |
| 2649800000 | Oberemmeler Bach                  | Saar                       | rechts | mündet bei Wiltingen                                              |                                    |
| 2649811200 | Eidersbachgraben                  | Oberemmeler Bach           | rechts | Länge 580 m, fließt auf der Grenze zu Pellingen                   | ja                                 |
| 2649820000 | Scheidbach                        | Oberemmeler Bach           | rechts | bildet im Unterlauf die Grenze zu Pellingen                       |                                    |
| 2649840000 | Plitschbach                       | Oberemmeler Bach           | links  | Länge 3060 m                                                      | ja                                 |
| 2649842000 | Reidertsgraben                    | Plitschbach                | rechts | Länge 880 m                                                       | ja                                 |
| 2649849200 | Falmetsgraben                     | Plitschbach                | rechts | Länge 620 m                                                       | ja                                 |
| 2649860000 | Mawelbach                         | Oberemmeler Bach           | links  | Länge 2450 m                                                      | ja                                 |
| 2649862000 | Sauerwiesgraben                   | Mawelbach                  | links  | Länge 1050 m                                                      | ja                                 |
| 2649892000 | Weierbach                         | Oberemmeler Bach           | rechts | Länge 1880 m                                                      | ja                                 |
| 2649892200 | Floßbächelchen                    | Weierbach                  | links  | Länge 1530 m                                                      | ja                                 |
| 2649894000 | Entwässerungsgraben               | Oberemmeler Bach           | rechts | Länge 1110 m                                                      | ja                                 |
| 2649912000 | Gretenbach                        | Saar                       | rechts | bildet im Oberlauf die Grenze zu Wiltingen                        |                                    |
| 2649914000 | Kuppbach                          | Saar                       | rechts | mündet bei Wiltingen                                              |                                    |
| 2649914220 | Bach aus der Höllwies             | Kuppbach                   | links  | Länge 570 m                                                       | ja                                 |
| 2649920000 | Saarkanal                         | Saar                       | links  | mit einer Überquerung                                             |                                    |
| 2649940000 | Maarbach                          | Saar                       | links  | Länge 950 m                                                       | ja                                 |
| 2649942000 | Könener Bach                      | Maarbach                   | rechts | Länge 3200 m                                                      | ja                                 |
| 2649942200 | Tawernbach                        | Könener Bach               | links  | entspringt bei Tawern                                             |                                    |
| 2649952000 | Heinertsbach                      | Saar                       | links  | Länge 140 m                                                       | ja                                 |
| 2649960000 | Niedermenniger Bach (Konzer Bach) | Saar                       | rechts | Länge 7870 m                                                      | ja                                 |
| 2649961120 | Straßenentwässerungsgraben        | Niedermenniger Bach        | rechts | beginnt auf der Gemarkung von Pellingen                           |                                    |
| 2649961122 | Graben                            | Straßenentwässerungsgraben | rechts | Länge 790 m                                                       | ja                                 |
| 2649961180 | Entwässerungsgraben               | Niedermenniger Bach        | rechts | Länge 220 m                                                       | ja                                 |
| 2649961200 | Kelterbach                        | Niedermenniger Bach        | rechts | Länge 1010 m                                                      | ja                                 |
| 2649962000 | Lambertsbach                      | Niedermenniger Bach        | links  | Länge 2220 m                                                      | ja                                 |
| 2649963120 | Falkengraben                      | Niedermenniger Bach        | rechts | Länge 280 m                                                       | ja                                 |
| 2649963200 | Kommlinger Bach                   | Niedermenniger Bach        | links  | Länge 1700 m                                                      | ja                                 |
| 2649963320 | Graben                            | Niedermenniger Bach        | rechts | Länge 130 m                                                       | ja                                 |
| 2649963400 | Donatusbach                       | Niedermenniger Bach        | links  | Länge 910 m                                                       | ja                                 |
| 2649964000 | Priestbach                        | Konzer Bach                | rechts | entspringt auf der Gemarkung Sankt Matthias, Trier                |                                    |
| 2649964200 | Röderbach                         | Priestbach                 | rechts | Länge 1310 m                                                      | ja                                 |
| 2649965200 | Faulbach                          | Konzer Bach                | rechts | Länge 740 m                                                       | ja                                 |
| 2649965400 | Graben am Bad                     | Konzer Bach                | links  | Länge 540 m                                                       | ja                                 |
| 2649966000 | Berendsgraben                     | Konzer Bach                | links  | Länge 2180 m                                                      | ja                                 |
| 2651320000 | Klosterbach                       | Mosel                      | rechts | Länge 1060 m                                                      | ja                                 |
| 2651340000 | Karthausgraben                    | Mosel                      | rechts | Länge 800 m                                                       | ja                                 |
| 2651360000 | Elsterbach                        | Mosel                      | rechts | Länge 780 m                                                       | ja                                 |
| 2651400000 | Kobenbach                         | Mosel                      | rechts | Berührungsstrecke nahe der Mündung                                |                                    |
| 2652200000 | Tiergartenbach (Menscherbach)     | Olewiger Bach              | links  | bildet im Mittellauf die Grenze zu Franzenheim                    |                                    |